# Balamuthia mandrillaris
Balamuthia mandrillaris è un'ameba a vita libera, conosciuta per causare malattie nell'uomo, come l'encefalite amebica granulomatosa, il cui quadro clinico presenta analogie con la meningoencefalite amebica primaria. Non è stata ancora isolata definitivamente in natura; il primo caso di infezione fu riscontrato in un mandrillo dello zoo di San Diego, nel 1986. Da allora sono stati riportati 80-90 casi di encefalite dovuta a quest'ameba, con soli due casi di sopravvivenza alla patologia. Attualmente si crede che la Balamuthia sia distribuita in tutte le regioni temperate del mondo, idea supportata dalla presenza di anticorpi in alcuni individui, ma c'è il sospetto che l'infezione causata sia sottovalutata a causa della somiglianza dei sintomi causati da altri agenti (batterici, virali) e dalla mancanza generale della consapevolezza di patogenicità dell'ameba.

## Forme vitali
Il trofozoite di Balamuthia m. è caratterizzato da un particolare reticolo endoplasmatico a nastro, il nucleolo è molto denso e sembra spaccato in due, caratteristica che distingue quest'ameba da Acathamoeba. Ha diametro di 15-60 µm e può essere binucleato. L'ameba produce una ciste di circa 15 µm di diametro, molto simile ad Acanthamoeba, ma presenta una parete triplice.

## Ciclo biologico e patogenesi

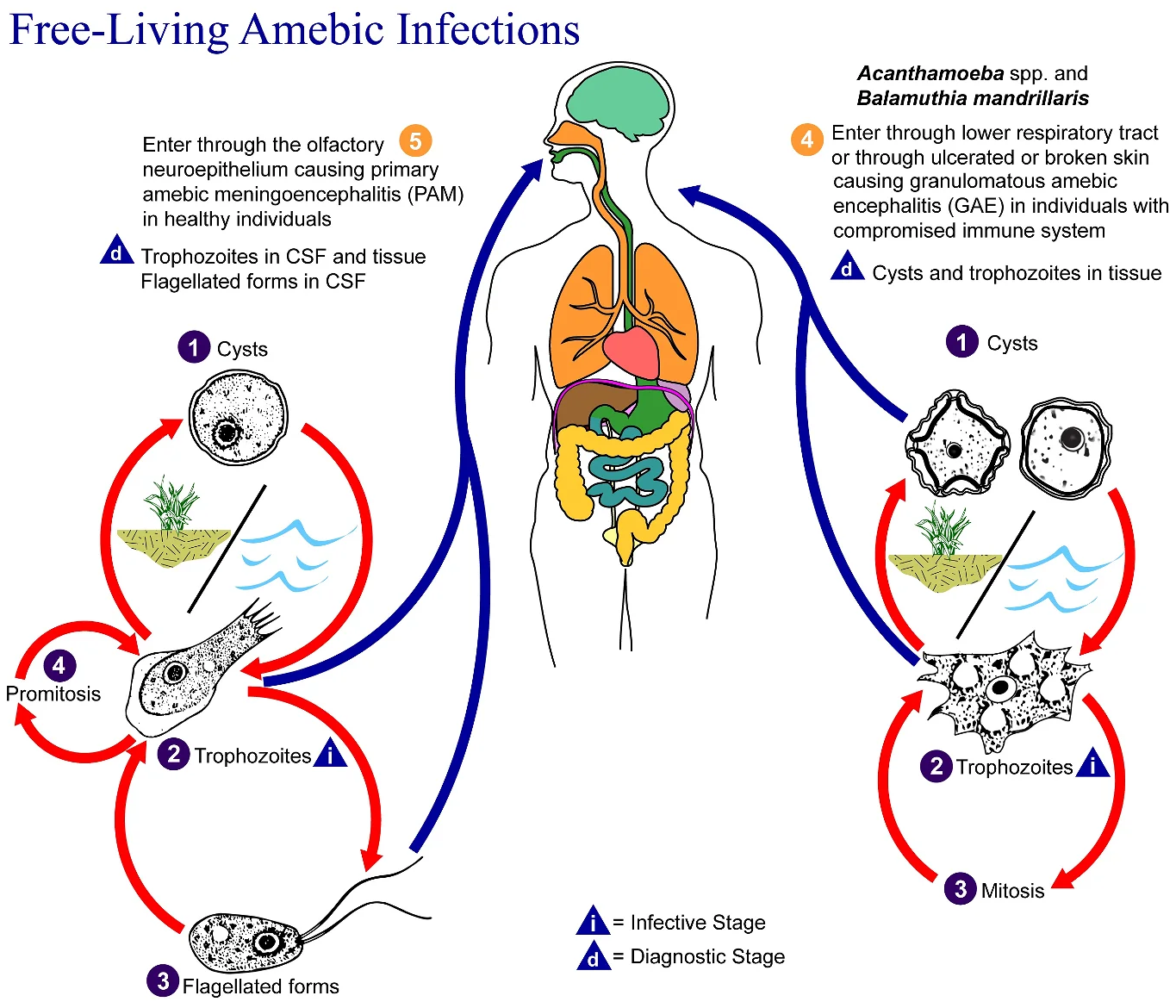
Ciclo di vita

I trofozoiti ameboidi a vita libera si trasformano in cisti residenti quando le condizioni ambientali non sono favorevoli. Entrambi sono infettanti, entrano dalle vie respiratorie, da ulcere o ferite e causano l'encefalite granulomatosa in individui con un sistema immune compromesso. Principalmente sono infatti le persone gravemente immunodepresse le più esposte all'ameba, mentre si crede che la maggioranza degli individui sani abbiano anticorpi e difese che blocchino il parassita.

## Patologia, diagnosi e controllo
Balamuthia mandrillaris può causare lesioni della pelle o entrare nel cervello. Una volta nel cervello causa la encefalite amebica granulomatosa, che di solito è fatale. I sintomi non sono chiari, può provocare paralisi focali e sintomi del tronco encefalico come paralisi facciali, difficoltà nell'ingestione e visione doppia. Balamuthia m. è identificabile facilmente in una biopsia cerebrale.
È stato curato con successo in solo due casi ed entrambi sono stati trattati con un cocktail di antiparassitari e antibiotici, anche se non è chiaro se uno solo o entrambi questi trattamenti hanno contribuito attivamente al trattamento. Entrambe le vittime soffrono di deficit neurologici permanenti come risultato dell'infezione. 
Il sito CURE ID raccoglie i casi e gli approcci terapeutici utilizzati.
Un articolo pubblicato nel marzo 2025 nel Washington Post riporta che la sola somministrazione di Nitroxolina ha con successo curato l'encefalite in una bambina. L'antibiotico Nitroxolina era stato individuato nel 2018 come l'unico dei 2177 farmaci testati capace di debellare la Balamuthia mandrillaris.